# Metrodia excissa
Metrodia excissa är en svampart som beskrevs av Raithelh. 1983. Metrodia excissa ingår i släktet Metrodia och familjen Agaricaceae.   Inga underarter finns listade i Catalogue of Life.